# Hasan al-Rammah
Hassen Rahma ou Hasan al-Rammah (mort vers 1295) est un savant du XIIIe siècle originaire de Syrie. Il est le premier alchimiste syrien à fabriquer des substances explosives. 

## Contexte
La poudre avait été inventée en Chine : Hassen Rahma l'améliora et en précisa par écrit la formule dans son ouvrage Al-furusiyya wa al-manasib al-harbiyya, titre que l'on peut traduire par : « De la cavalerie militaire et d'ingénieux dispositifs de guerre ». Il élabora également un nouveau type de mèche d'allumage, et deux nouveaux briquets.
Il est surtout connu pour l'invention de la toute première torpille, constituée de deux demi-coques métalliques remplies de naphte, de salpêtre et de mitraille. L'engin volait et flottait au-dessus de l'eau et il explosait dès qu'il touchait le navire visé. L'explosion était déclenchée lors du contact avec la cible. Richard Windley reproduira le modèle des torpilles du XIIe siècle.

## Inventions et développements
- Les explosifs à base de poudre noire ;
- la torpille ;
- les habits anti-feux et anti-explosifs.[réf. souhaitée]